# خرفه باتلاقی
خرفه باتلاقی، خرفه آبی (نام علمی: Ludwigia palustris) نام یک گونه از سرده خرفه باتلاقی است.